# ХК Авангард
ХК Авангард (рус. Авангард Омская область) је професионални хокејашки клуб из града Омска (Русија). Основан је 1950. као Спартак Омск. Од 2008. такмичи се у КХЛ лиги, у оквиру дивизије Чернишев. Према рејтингу најбољих хокејашких клубова Европе у сезони 2010/11. Авангард је сврстан на треће место.

## Историјат
Клуб је основан у јануару 1950. године као ХК Спартак Омск и под тим именом се такмичио све до 1962. Од 1962—67 звао се Аерофлот Омск, затим Каучук Омск (1967—72), Химик (1972—74), Шиник Омск (1974—81) и напослетку је 1981. добио данашње име.
Од 2008. клуб се такмичи у међународној Континенталној хокејашкој лиги.

### Сви успеси клуба
- Првенства Русије
  -  2004.
  -  2001, 2006.
  -  1996, 2007.
- Континентални куп
  -  2011.

## Боја дресова
| Црвена | Црна | Бела |

## Састав тима
Састав тима закључно од 3. мајa 2023.
| 1  | Русија | Андреј Мишуров   | 06. август 2001. |
| 38 | Русија | Алексеј Мељничук | 29. јун 1998.    |
| 94 | Русија | Василиј Демченко | 16. март 1994.   |

| 4  | Русија | Дмитриј Алексејев | 17. фебруар 1998. |
| 17 | Русија | Роман Абросимов   | 31. јул 1994.     |
| 44 | Русија | Дамир Шарипзянов  | 17. фебруар 1996. |
| 53 | Русија | Богдан Киселевич  | 14. фебруар 1990. |
| 66 | Русија | Симјон Чистјаков  | 7. август 2001.   |
| 73 | Чешка  | Либор Шулак       | 4. март 1994.     |
| 77 | Русија | Антон Белов       | 29. јул 1986.     |
| 82 | Русија | Зијат Пајгин      | 8. фебруар 1995.  |

| 6  | Русија | Иван Телегин        | 28. фебруар 1992.   |
| 9  | Канада | Корбан Најт         | 10. септембар 1990. |
| 12 | Русија | Никита Михајлов     | 8. мај 1998.        |
| 18 | Русија | Александар Дергачов | 27. септембар 1996. |
| 19 | Русија | Владимир Ткачов     | 5. октобар 1995.    |
| 28 | Русија | Сергеј Толчинскиј   | 3. фебруар 1995.    |
| 65 | Русија | Наиљ Jакупов        | 6. октобар 1993.    |
| 71 | Русија | Павел Куликов       | 14. јануар 1992.    |
| 81 | Русија | Арсениj Грицjyк     | 15. март 2001.      |
| 86 | САД    | Рид Буше            | 8. септембар 1993.  |

- Дрес са бројем 7 је повучен у част играча Алексеја Черепанова који је играо за Авангард између 2006—08, а преминуо је на утакмици 13. октобра 2008. од последица срчаног удара. Имао је 19. година.

## Дворана
Од 2007. Авангард своје домаће утакмице игра у новосаграђеној Арени Омск капацитета 10.318 места за хокејашке утакмице. Дворана је свечано отворена 31. августа 2007. утакмицом између младих репрезентација Канаде и Русије.